# はなび (湘南乃風の曲)
「はなび」は、湘南乃風の16枚目のシングル。2016年7月20日にトイズファクトリーから発売された。

## 概要
- 前作から約1年4ヶ月振りとなるシングルである。今作から、A面曲とB面曲のインストゥルメンタル・バージョンが収録されなくなった。
- 初回限定盤には、1stシングル「応援歌/風」から15thシングル「バブル」までのシングル曲とアルバム収録楽曲などのPVをミックスしたDVD「湘南乃風 MUSIC VIDEO EXCLUSIVE MIX」、数量限定ライブ記念盤には、「湘南乃風“はなび”バンダナ」を付属。

## 収録曲
全作詞：湘南乃風

### CD
1. はなび
（作曲：湘南乃風、banvox / 編曲：banvox）
  - banvoxが作曲と編曲を担当したサマーチェーン。
2. ライバル
（作曲：湘南乃風 / 編曲：SUNNY BOY, D & H, 湘南乃風）
  - 第98回全国高等学校野球選手権地方大会 中継放送局テーマソング
    - 長崎（NCC）
    - 大分（OAB）
    - 長野（abn）
    - 神奈川（tvk）
    - 福岡（KBC）
    - 愛媛（愛媛朝日テレビ）
    - 石川（HAB）
    - 山形（YTS）
    - 宮城（KHB）
    - 岩手（IAT）
    - 福島（KFB）
    - 広島（広島ホームテレビ）
    - 愛知（メ～テレ）
    - 青森（ABA）
    - 静岡（SATV）
    - 鹿児島（KKB）

  - 読売ジャイアンツの阿部慎之助選手が登場曲として使用している。
3. HOMETOWN
（作曲：湘南乃風、Larry Dvoskin / 編曲：湘南乃風）

### DVD
- 湘南乃風 MUSIC VIDEO EXCLUSIVE MIX

1. Real Riders
2. 晴伝説
3. 覇王樹
4. 炎天夏
5. 睡蓮花
6. 晴ル矢
7. 曖歌
8. いつも誰かのせいにしてばかりだった俺
9. ガチ桜
10. 親友よ
11. カラス
12. 応援歌 feat. MOOMIN
13. パズル
14. STAY GOLD
15. 雪月花
16. 純恋歌
17. 恋時雨
18. 黄金魂
19. バブル
20. 爆音男〜BOMBERMAN〜
21. Wild Speed
22. WICKED & WILD